# Omitlán
Omitlán är en ort i Mexiko.   Den ligger i kommunen Tepetzintla och delstaten Puebla, i den sydöstra delen av landet, 140 km öster om huvudstaden Mexico City. Omitlán ligger 1 906 meter över havet och antalet invånare är 313.
Terrängen runt Omitlán är varierad. Runt Omitlán är det ganska tätbefolkat, med 149 invånare per kvadratkilometer. Närmaste större samhälle är Zacatlán, 11,8 km väster om Omitlán. I omgivningarna runt Omitlán växer i huvudsak blandskog.